# Inger Wessberg
Inger Marianne Wessberg, född Helin 19 juli 1938 i Oscars församling i Stockholm, död 31 januari 2014 i Västermalms församling i Stockholm, var en svensk näringslivsperson. Hon var ordförande i kvinnoorganisationen Zonta International.

## Biografi
År 1964 avlade Wessberg examen vid Handelshögskolan i Stockholm. Från 1962 till 1966 arbetade hon på IBM. År 1969-1971 var hon verksam vid University of Auckland.
Wessberg utsågs till delegat för SIDA mellan 1972 och 1973. År 1973 utsågs hon till en av de första kvinnliga ledamöterna vid Volvo AB. År 1979 blev hon utsedd till ledamot vid Axfood för dotterbolaget DAGAB. Wessberg utsågs 1981 till direktör vid Svenskt Näringsliv i Göteborg. Hon var aktiv inom jämställdhetsfrågor och utsågs till vice ordförande för Zonta. År 1987 utsågs Wessberg till Arbetsmarknadsrådet för Svenskt Näringsliv.
Den 28 februari 1990 utsågs hon till Europeiska gemenskapens delegation i Bryssel. I Bryssel agerade även Wessberg som arbetsmarknadsråd. Hon blev också utsedd till sidoackrediterad ambassadör i Paris, Haag och Bryssel.
Wessberg var arbetsgivarrepresentant i Utbildningsnämnden för tjänstemän inom näringslivet och i Jämställdhetsutskottet. Senare blev hon utsedd till fullmäktige styrelseledamot i Västsvenska handelskammaren. Mellan 1995 och 1997 var Wessberg ordförande för Zonta´s Stockholmskrets.
Wessberg var äldsta dotter till affärsmannen Bo Helin(en) och sekreteraren Inga Engwall. Hon gifte sig 1962 med Göran Wessberg, informationschef Svenska Spel, tidigare studierektor, lärare och universitetslektor.